# Зуев, Михаил Николаевич
Михаи́л Никола́евич Зу́ев (12 мая 1958 — 2 апреля 2012, Москва, Россия) — советский и российский историк, специалист по истории международных отношений, истории внешней и военной политики России, автор учебных пособий и справочников по истории России для учащихся средних школ и абитуриентов. Кандидат исторических наук, профессор

## Биография
В 1981 году окончил Московский государственный историко-архивный институт.
С 1981 года — научный сотрудник Института военной истории Министерства обороны Российской Федерации, одновременно — старший научный сотрудник (1994 г.) Института славяноведения РАН
В 2008 году в Северо-Западной академии государственной службы под научным руководством доктора исторических наук, профессора В. В. Изонова защитил диссертацию на соискание учёной степени кандидата исторических наук по теме «Подготовка военно-обученного резерва в России : 1876—1914 гг.» (специальность 07.00.02 — Отечественная история). Официальные оппоненты — доктор исторических наук, профессор В. М. Крылов и доктор исторических наук, профессор С. В. Федорин. Ведущая организация — Военный инженерно-технический университет.
Доктор истории Европейского университета.
Лауреат первой Премии Министерства образования РФ.
Автор и научный редактор более 50 учебных пособий и учебников для школьников, абитуриентов и студентов вузов, а также ряда научно-справочных изданий. Среди них двухтомная «История России с древности до наших дней», «Хроника истории России», «История России с древнейших времен до начала XXI века. Для школьников старших классов и поступающих в вузы» (14 изданий), «История России: учебник для вузов», «История государства и права России», «Государственные символы России», «На службе Отечеству» и многих других изданий.

## Научные труды

### Монографии
- Военная история России. В 3 т. / Ю. А. Алексеев, Н. И. Бородин, М. Н. Зуев и др. — М.: Воениздат, 1995.
- Двухсотлетие военного министерства. 1802—2002. Очерки истории Военного министерства / М. Н. Зуев, В. Т. Иминов, В. Е. Ковалёв и др. — М.: РИЦ ГШ ВС РФ, 2003.
- Зуев М. Н., Изонов В. В., Симонова Т. М. Советская Россия и Польша, 1918—1920 гг.: советско-польское вооруженное противостояние 1918—1919 гг. Советско-польская война 1920 г.: монография / М-во обороны Российской Федерации, Ин-т военной истории. — М.: Институт военной истории, 2006. — 249 с. (Военная история) ISBN 978-5-86472-167-4
- Алексеев Ю. А., Ерёменко С. Б., Зуев М. Н. Регулярная армия России. Русская армия и флот в XIX веке (1830—1870 гг.). — М.: ИВИ МО РФ, 2007.

### Учебники и учебные пособия
- Зуев М. Н. Военно-боевая работа большевиков в период подготовки Великой Октябрьской социалистической революции: (Конспект лекций). — Армавир: АВВАУЛ, 1978.
- Зуев М. Н. Хроника истории России IX—XX вв.: Учебное пособие по истории для 10-11-х кл. — М: Издательский дом «Дрофа», 1995. — 366 с. ISBN 5-7107-0612-4
- Зуев М. Н. История : Краткий справочник школьника: 5-11-е кл. — М.: Издательский дом «Дрофа», 1997. — 222 с. — (Справочники «Дрофы»). ISBN 5-7107-1283-3
- История России: Учебник для вузов
  - Зуев М. Н. История России: учебник для вузов. — М.: Приор, 1998. — 687 с. ISBN 5-7990-0112-5
  - Зуев М. Н. История России: учебник для вузов. — М: Издательство ПРИОР, 2000.
  - Зуев М. Н. История России: учебник для вузов. — 2-е изд. с изм. и доп. — М. : Приор-издат, 2005. — 687 с. ISBN 5-9512-0455-0 : 6000
- Зуев М. Н. История России с древнейших времен до конца XIX века: учебное пособие для школьников и абитуриентов. — М.: Экзамен, 2008. — 479 с. (Абитуриент). ISBN 978-5-377-01431-7
- Зуев М. Н. История России с древнейших времен до конца XX века: Для школьников ст. кл. и поступающих в вузы
  - Зуев М. Н. История России с древнейших времен до конца XX века: Для школьников ст. кл. и поступающих в вузы. — М.: Издательский дом «Дрофа», 1999. — 895 с. (В помощь абитуриенту). ISBN 5-7107-2483-1
  - Зуев М. Н. История России с древнейших времен до конца XX века: Для школьников ст. кл. и поступающих в вузы. — 2-е изд., испр. и доп. — М.: Издательский дом «Дрофа», 2000. — 895 с. (В помощь абитуриенту). ISBN 5-7107-3173-0
  - Зуев М. Н. История России с древнейших времен до конца XX века: Для школьников ст. кл. и поступающих в вузы: Учеб. пособие. — 3-е изд., стер. — М. : Издательский дом «Дрофа», 2001. — 895 с. (В помощь абитуриенту) ISBN 5-7107-4026-8
  - Зуев М. Н. История России с древнейших времен до конца XX века: Для школьников ст. кл. и поступающих в вузы: Учеб. пособие. — 4-е изд., стер. — М.: Издательский дом «Дрофа», 2002. — 895 с. (В помощь абитуриенту) ISBN 5-7107-5446-3
  - Зуев М. Н. История России с древнейших времен до начала XXI века: Для школьников ст. кл. и поступающих в вузы : Учеб. пособие. — 6-е изд., стер. — М.: Издательский дом «Дрофа», 2003. — 927 с. (В помощь абитуриенту) — ISBN 5-7107-7575-4 : 20000 экз.
  - Зуев М. Н. История России с древнейших времен до начала XXI века: для школьников ст. кл. и поступающих в вузы. — 7-е изд., доп. — М.: Издательский дом «Дрофа», 2004. — 928 с. (В помощь абитуриенту).
  - Зуев М. Н. История России с древнейших времен до начала XXI века: для школьников ст. кл. и поступающих в вузы: учеб. пособие. — 8-е изд., пересмотр. — М.: Издательский дом «Дрофа», 2005. — 928 с. (В помощь абитуриенту). ISBN 5-7107-9721-9
  - Зуев М. Н. История России с древнейших времён до начала XXI века: для школьников старших классов и поступающих в вузы. — 9-е изд., пересмотр. — М.: Издательский дом «Дрофа», 2006. — 928 с. (В помощь абитуриенту). ISBN 5-358-00799-7
  - Зуев М. Н. История России с древнейших времен до начала XXI века: для школьников старших классов и поступающих в вузы. — 11-е изд., пересмотр. — М.: Издательский дом «Дрофа», 2008. — 927 с. (Выпускной/вступительный экзамен). ISBN 978-5-358-05278-9
  - Зуев М. Н. История России с древнейших времен до начала XXI века: для школьников старших классов и поступающих в вузы. — 10-е изд., стер. — М.: Издательский дом «Дрофа», 2007. — 928 с. (В помощь абитуриенту).; ISBN 978-5-358-02791-6
  - Зуев М. Н. История России с древнейших времен до начала XXI века : для школьников старших классов и поступающих в вузы. — 12-е изд., стер. — М.: Издательский дом «Дрофа», 2009. — 928 с. (Выпускной / вступительный экзамен. История). ISBN 978-5-358-07126-1
  - Зуев М. Н. История России с древнейших времен до начала XXI века: для школьников старших классов и поступающих в вузы. — 13-е изд., стер. — М.: Издательский дом «Дрофа», 2010. — 928 с. (Выпускной / вступительный экзамен. История). ISBN 978-5-358-08852-8
  - Зуев М. Н. История России с древнейших времен до начала XXI век: для школьников старших классов и поступающих в вузы : учебное пособие. — 14-е изд., пересмотр. — М.: Издательский дом «Дрофа», 2012. — 928 с. (Выпускной / вступительный экзамен. История) ISBN 978-5-358-10479-2
  - Зуев М. Н. История России с древнейших времен до начала XXI века: для школьников старших классов и поступающих в вузы: учебное пособие. — 15-е изд., стер. — М.: Издательский дом «Дрофа», 2013. — 928 с. (Выпускной / вступительный экзамен. История) — ISBN 978-5-358-12390-8
  - Зуев М. Н. История России с древнейших времен до начала XXI века: для школьников старших классов и поступающих в вузы: учебное пособие. — 16-е изд., стер. — М.: Издательский дом «Дрофа», 2014. — 928 с. (Выпускной / вступительный экзамен. История) ISBN 978-5-358-13000-5
- Максимов В. А., Савицкий В. А., Зуев М. Н. История государства и права России. Комментированная хронология. — М: Юриспруденция, 2002.
- История России : учебное пособие по дисциплине «Отечественная история» для студентов вузов неисторических специальностей
  - Зуев М. Н. История России : учебное пособие: по дисциплине «Отечественная история» для студентов вузов неисторических специальностей. — М.: Высшее образование, 2005. — 634 с. (Серия : Основы наук / Науч.-метод. совет по истории М-ва образования Рос. Федерации) ISBN 5-9692-0025-5 : 3000
  - Зуев М. Н. История России : учебное пособие по дисциплине «Отечественная история» для студентов вузов неисторических специальностей. — М.: Высшее образование, 2007. — 634 с. (Основы наук) ISBN 5-9692-0093-X
  - Зуев М. Н. История России: учебное пособие для бакалавров: по дисциплине «Отечественная история» для студентов высших учебных заведений неисторических специальностей. — 2-е изд., перераб. и доп. — М.: Юрайт, 2013. — 655 с. (Серия Бакалавр. Базовый курс). ISBN 978-5-9916-2151-9
- История России в схемах и таблицах
  - Зуев М. Н. История России в схемах и таблицах. 6-11 классы: к учебникам Федерального перечня. 2-е изд. — М.: Экзамен, 2011. — 79 с. (Учебно-методический комплект : УМК. История России : по новому образовательному стандарту (второго поколения)). ISBN 978-5-377-04150-4
  - Зуев М. Н. История России в схемах и таблицах. 6-11 классы: к учебнику А. А. Данилова, Л. Г. Косулиной «История России. 6-9 классы» (М.: Просвещение), А. Н. Сахарова, А. А. Левандовского, В. А. Шестакова «История России. 6-11 классы» (М.: Просвещение) и др. — 3-е изд., перераб. и доп. — М.: Экзамен, 2014. — 79 с. — (ФГОС) (Учебно-методический комплект : УМК. История России). ISBN 978-5-377-06551-7
- История. Даты : справочник : для школьников и абитуриентов
  - Зуев М. Н., Лебедева Р. Н. История. Даты : справочник: для школьников и абитуриентов. — М.: Экзамен, 2009. — 237 с. ISBN 978-5-377-01807-0
  - Зуев М. Н., Лебедева Р. Н. История. Даты: справочник: для школьников и абитуриентов. — М.: Экзамен, 2011. — 191 с. ISBN 978-5-377-02147-6
  - История. Даты: справочник: по новому образовательному стандарту (второго поколения) / [авт.-сост. М. Н. Зуев, Р. Н. Лебедева]. — 2-е изд., стер. — М.: Экзамен, 2011. — 237 с. (Для школьников и абитуриентов). ISBN 978-5-377-03641-8
  - История. Даты: справочник: для школьников и абитуриентов / авт.-сост. М. Н. Зуев, Р. Н. Лебедева. — 3-е изд., перераб. и доп. — М.: Экзамен, 2014. — 237 с. (ФГОС) ISBN 978-5-377-06490-9
  - История. Даты: справочник: для школьников и абитуриентов / авт.-сост. М. Н. Зуев, Р. Н. Лебедева. — М.: Экзамен, 2012. — 191 с. ISBN 978-5-377-04872-5
  - История. Даты: справочник: для школьников и абитуриентов / [авт.-сост. М. Н. Зуев, Р. Н. Лебедева. — М.: Экзамен, 2013. — 191 с. ISBN 978-5-377-06147-2
- История России: Учебник для студентов вузов / А. А. Чернобаев (рук. авт. коллектива), И. Е. Горелов, М. Н. Зуев и др.; Под ред. М. Н. Зуева и А. А. Чернобаева. — М.: Высшая школа, 2000. — 479 с. ISBN 5-06-003680-4

### Статьи
- Зуев М. Н. К вопросу о подготовке офицера запаса в России (конец XIX — начало XX в.) // Военно-исторический журнал. — 2008. — № 2. — С. 47—48.
- Зуев М. Н. К вопросу о законодательной основе создания военно-обученного резерва в России (1876—1914) // Право: теория и практика. — 2008. — № 5. — С. 49—54.
- Зуев М. Н. Из истории подготовки ратников государственного ополчения в России // Федерация. — 2008. — № 5. — С. 44—51.
- Зуев М. Н. Некоторые аспекты подготовки рядовых и унтер-офицеров запаса в системе военно-обученного резерва дореволюционной России // Объединённый научный журнал. — 2008. — № 8. — С. 38—46.